# Awayland
| Recensione | Giudizio |
| ---------- | -------- |
| AllMusic   |          |

Awayland (indicato graficamente come {Awayland}) è il secondo album discografico in studio del gruppo musicale irlandese Villagers, pubblicato nel 2013.

## Descrizione
Il disco è stato registrato presso l'Attica Studio di 
Donegal, in Irlanda. La produzione è stata curata da due membri del gruppo, Conor O'Brien e Tommy McLaughlin. Il singolo di lancio è rappresentato dal brano Nothing Arrived.
Come il suo predecessore Becoming a Jackal (2010), l'album ha ricevuto la nomination al Premio Mercury.

## Tracce
1. My Lighthouse – 2:59
2. Earthly Pleasure – 4:10
3. The Waves – 5:01
4. Judgement Call – 3:23
5. Nothing Arrived – 3:46
6. The Bell – 5:09
7. {Awayland} – 2:35
8. Passing a Message – 2:59
9. Grateful Song – 4:24
10. In a Newfound Land You Are Free – 3:31
11. Rhythm Composer – 5:07

## Formazione
- Conor O'Brien - voce, chitarre, percussioni, synth, effetti
- Tommy McLaughlin - chitarra elettrica, cori, mandolino
- Cormac Curran - piano, organo, synth, cori, archi
- Danny Snow - basso
- James Byrne - batteria, percussioni